# Pero colorado
Pero colorado là một loài bướm đêm trong họ Geometridae.